# Перрі Тауншип (округ Джефферсон, Пенсільванія)
Перрі Тауншип (англ. Perry Township) — селище (англ. township) в США, в окрузі Джефферсон штату Пенсільванія. Населення — 1248 осіб (2020).

## Демографія
Згідно з переписом 2010 року, у селищі мешкало 1226 осіб у 485 домогосподарствах у складі 364 родин. Було 550 помешкань
Расовий склад населення:
| - 99,2 % — білих - 0,3 % — чорних або афроамериканців - 0,1 % — корінних американців |

До двох чи більше рас належало 0,4 %. Частка іспаномовних становила 0,3 % від усіх жителів.
За віковим діапазоном населення розподілялося таким чином: 21,5 % — особи молодші 18 років, 63,3 % — особи у віці 18—64 років, 15,2 % — особи у віці 65 років та старші. Медіана віку мешканця становила 43,5 року. На 100 осіб жіночої статі у селищі припадало 109,9 чоловіків;  на 100 жінок у віці від 18 років та старших — 110,0 чоловіків також старших 18 років.
Середній дохід на одне домашнє господарство  становив 63 482 долари США (медіана — 65 197), а середній дохід на одну сім'ю — 68 411 долар (медіана — 66 765). Медіана доходів становила 51 087 доларів для чоловіків та 26 346 доларів для жінок. За межею бідності перебувало 14,0 % осіб, у тому числі 25,2 % дітей у віці до 18 років та 24,0 % осіб у віці 65 років та старших.
Цивільне працевлаштоване населення становило 591 особа. Основні галузі зайнятості: освіта, охорона здоров'я та соціальна допомога — 21,3 %, сільське господарство, лісництво, риболовля — 17,3 %, виробництво — 16,8 %.